# Луций Волумний Флама Виолент
Луций Волумний Флама Виолент (на латински: Lucius Volumnius Flamma Violens; * ок. 340 пр.н.е.; † ок. 273 пр.н.е.) e политик на Римската република.

## Биография
Той е homo novus. Произлиза от плебейския род Волумнии от Етрурия.
През 307 пр.н.е. Луций Виолент е консул с колега Апий Клавдий Цек и се бие с успех против салентините. През 296 пр.н.е. e отново консул с Апий Клавдий Цек. Той се бие против самнитите и луканите. След това се връща в Рим и води като пръв плебей изборите за нови консули.
След изтичането на мандата му той остава като проконсул в Самниум, където заедно с Апий печели в ager Stellatinus. През 293 пр.н.е. командва дясното крило в победоносната битка при Аквилония против самнитите и завладява вражеския лагер.
Волумний е женен от 296 пр.н.е. за патрицианката Виргиния, дъщеря на Авъл Вергиний (народен трибун 395 пр.н.е.). През 296 пр.н.е. други патрицийки не допускат Виргиния до олтара на Pudicitia patricia, заради това че е омъжена за плебей. Ядосана тя издига в къщата си олтар за Pudicitia plebeia.